# Dorowie

Dorowie w Helladzie

Dorowie – lud grecki mówiący dialektem doryckim, który pod koniec II tysiąclecia p.n.e. zajął Helladę achajską. Pierwotnie, kiedy przebywali w górach Pindos, nazywali się Makednoi, a Dorami – Dorieis – stali się w trakcie inwazji.
Według mitycznej tradycji Dorowie, potomkowie Dorosa, połączyli się z żyjącymi na wygnaniu potomkami Heraklesa – achajskimi Heraklidami. Dorowie mieli dzielić się na trzy plemiona: Hylleis, Dymanes i Pamfyloi.
Współczesna nauka umieszcza kolebkę Dorów w dolinie Dunaju, skąd potem migrowali na południe – na tereny późniejszej Tessalii, Macedonii i Epiru a współczesnej północno-zachodniej Grecji. Według Tukidydesa, ostateczny najazd Heraklidów i Dorów nastąpił w 1150 r. p.n.e., w osiemdziesiąt lat po zdobyciu Troi przez Achajów. Zakłada się, że pierwsze najazdy Dorów na ziemie achajskie miały miejsce już wcześniej. Około 1200 r. p.n.e. większość otwartych osiedli achajskich na Peloponezie została zburzona. Ufortyfikowane twierdze, jak np. Mykeny, zostały zdobyte przez Dorów dopiero około 1150–1100 r. p.n.e. Najazd objął praktycznie całą południową część Półwyspu Bałkańskiego, a tylko nieliczne ziemie, np. Arkadia i Attyka, pozostały w rękach poprzednich plemion.
Konsekwencją najazdu Dorów, Tessalów i Beotów, a właściwie dwóch fal migracji (pierwsza inwazja Dorów miała skończyć się śmiercią w pojedynku Hyllosa, syna Heraklesa) był upadek kultury mykeńskiej i początek tzw. wieków ciemnych w historii Grecji, trwających między 1200 r. p.n.e. a 700 r. p.n.e. Zmienił się również etnos ziem Grecji: Dorowie zajęli Peloponez (prócz Arkadii), południowe wyspy jońskie oraz Kretę i Rodos i południową część wybrzeża Azji Mniejszej – Dorydę. Attyka, Eubea, Beocja i Jonia w Azji Mniejszej pozostały w rękach Beotów i Jonów. Achajowie zamieszkiwali nadal Arkadię, Pamfylię i Cypr, a Tessalię, Elidę i Fokaję zasiedlali Tessalowie, którzy wyparli z tych ziem Eolów. Plemiona spokrewnione z Dorami, które mówiły dialektem północno-zachodnim i brały udział w pierwszej fali migracji doryckiej, zasiedliły Epir, Elidę i Etolię. Przeludnienie Grecji, do którego przyczynił się najazd Dorów, spowodowało konieczność migracji Greków w kierunku Azji Mniejszej.
Wędrówka Dorów była jedną z wielu migracji etnicznych w basenie Morza Śródziemnego, które około 1200 r. p.n.e. w sposób znaczący wpłynęły na zmianę układu polityczno-etnicznego ówczesnego świata.
W języku greckim słowo "doros" nosi też znaczenie "gwałtowne i smutne wydarzenie, duży hałas, awantura, przeciwieństwo stanu błogiego spokoju".